# Triodanis coloradoensis
Triodanis coloradoensis là loài thực vật có hoa trong họ Hoa chuông. Loài này được (Buckley) McVaugh miêu tả khoa học đầu tiên năm 1945.